# Schleichendes Gift (1946)
Schleichendes Gift ist ein österreichischer Aufklärungsfilm von Hermann Wallbrück aus dem Jahr 1946. Er entstand unter der Oberleitung von Leopold Arzt, dem Vorstand der Universitätsklinik für Haut- und Geschlechtskrankheiten Wien.

## Handlung
Der Film kombiniert Spielszenen mit dem Vortrag eines Arztes über die Entstehung und Folgen von Geschlechtskrankheiten.
Am Anfang erklärt eine Stimme aus dem Off, dass das schleichende Gift der Geschlechtskrankheiten nur durch schonungslose Aufklärung der gesamten Bevölkerung zu bekämpfen sei. Ein Arzt referiert in einem öffentlichen Vortrag zu den Themen Tripper, weicher Schanker und Syphilis. Seine Ausführungen werden durch Zeichnungen, Präparate und lebende Beispiele drastisch erläutert, so dass die beim Vortrag anwesenden Zuschauer erschrecken.
In einer Spielszene macht eine Prostituierte einem Mann ein Angebot, das er annimmt. Danach werden Patientinnen und Patienten mit genitalen und extragenitalen Primäraffekten gezeigt. In einer Spielszene untersucht ein Arzt eine Frau mit Ekzem, wobei es sich um den Wassermann-Test handelt. Der vortragende Arzt warnt vor Zufallsbekanntschaften, während ein Liebespaar auf einer Bank zu sehen ist und später eine Prostituierte, die sich an einen Betrunkenen heranmacht. Dann werden jugendliche Patienten mit Syphilis im zweiten Stadium vorgeführt, auch ein Mann mit einem zerfressenen Glied und ein dreijähriges Kind mit Papeln.
Eine Spielszene verdeutlicht, dass man sich schon durch das gemeinsame Rauchen einer Zigarette anstecken kann. Selbst Säuglinge können bereits angesteckt werden. Immerhin, so erläutert der Arzt weiter, gebe es heute Heilerfolge bei 98 bis 100 Prozent der Patienten im ersten Stadium und bei 88 Prozent im zweiten Stadium dank der Erfindung des Salvarsan durch Paul Ehrlich. In einer weiteren Spielhandlung bekommt ein Mann, der sich aus Scham nicht behandeln ließ und eine Frau kennenlernte, eine Strafanzeige wegen schwerer Körperverletzung. Die letzte Szene handelt von einem als „gewissenloses Subjekt“ vorgestellten Mann, der die Notlage eines Mädchens ausnutzt. In seiner Schlussrede appelliert der Arzt an die „sittliche Verpflichtung“ des Menschen.

## Produktionsnotizen
Die Uraufführung erfolgte am 27. September 1946 in Wien. In Deutschland wurde der Film 1949 von der FSK nur „zur Vorführung getrennt nach Geschlechtern“ freigegeben. Die deutsche Erstaufführung fand am 10. Januar 1950 in West-Berlin statt. 1955 erschien in den Kinos eine auf 62 Minuten gekürzte Version, die von der FSK ab 16 freigegeben wurde.

## Kritiken
In der Augsburger Zeitschrift Mann in der Zeit vom 3. Mai 1950 wurde der Film von Manes Kadow scharf angegriffen. Er erschlage den Zuschauer bewusst mit einer Anhäufung von widerwärtigen Großaufnahmen. Die beabsichtigte Schockwirkung durch zerfressene und angefaulte Gliedmaßen bleibe ein fragwürdiges Mittel der Aufklärung: „Ein solcher Film wird naturnotwendig zur Schauer- und Schreckenskammer einer Welt, die sich ungeheuerlich von den Zartheiten des Liebeserlebens entfernt hat und nur noch den rüden Funktionalismus der Sexualität kennt.“
Das Lexikon des internationalen Films bezeichnet Schleichendes Gift als „Dokumentarspielfilm über Geschlechtskrankheiten, der gedreht wurde, um die österreichische Landbevölkerung nach dem Durchzug sowjetischer Truppen aufzuklären und zur ärztlichen Untersuchung zu motivieren.“